# Entomophthoromycota
Division
Les Entomophthoromycota constituent un embranchement (ou division) de champignons qui sont principalement des pathogènes d'insectes. Cet embranchement a été défini après que la division Zygomycota ait éclaté.

## Systématique
Selon Humber 2012 et MycoBank :
- Classe des Basidiobolomycetes

- Ordre des Basidiobolales

- Famille des Basidiobolaceae

- Sous-division des Entomophthoromycotina
  - Classe des Neozygitomycetes
    - Ordre des Neozygitales
      - Famille des Neozygitaceae

  - Classe des Entomophthoromycetes
    - Ordre des Entomophthorales
      - Famille des Ancylistaceae
      - Famille des Completoriaceae
      - Famille des Entomophthoraceae
      - Famille des Erynioideae
      - Famille des Massosporoideae
      - Famille des Meristacraceae
      - Genre Zygaenobia (incertae sedis)

Il existe également un certain nombre de genres qui n'ont pu être rattachés à une classe.